# George V. Higgins
George Vincent Higgins II (* 13. November 1939 in Brockton, Massachusetts; † 6. November 1999 in Milton, Massachusetts) war ein US-amerikanischer Schriftsteller, Anwalt und Hochschullehrer.

## Leben
George Vincent Higgins II wurde in Brockton geboren und wuchs in der nahe gelegenen Stadt Rockland auf. Er schloss 1961 sein Studium am Boston College und 1965 sein Studium an der Stanford University ab. Mit der Rückkehr zu Boston College erwarb er 1967 einen Abschluss in Jura. Er arbeitete als Anwaltsassistent beim United States Attorney und war insbesondere auf Organisierte Kriminalität spezialisiert. Ab 1973 war er für etwa zehn Jahre als privater Anwalt tätig und vertrat unter anderem Eldridge Cleaver und Gordon Liddy vor Gericht. Parallel zu seiner Anwaltstätigkeit schrieb er Kolumnen für Tageszeitungen wie The Boston Globe, Boston Herald und The Wall Street Journal. Später unterrichtete er am Boston College und der Boston University.
Mit seinem 1970 erschienenen Roman The Friends of Eddie Coyle debütierte Higgins als Schriftsteller. Die Geschichte über die irische Unterwelt in Boston erhielt viel Kritikerlob und wurde ein internationaler Bestseller. Alleine in Deutschland wurde das Buch zweimal verlegt. 1973 wurde sie von Hoffmann und Campe unter dem Titel Hübscher Abend bis jetzt und 1989 vom Goldmann Verlag als Taschenbuch unter dem Titel Die Freunde von Eddie Coyle veröffentlicht. Außerdem wurde die Geschichte 1973 mit Robert Mitchum in der Hauptrolle unter der Regie von Peter Yates als Die Freunde von Eddie Coyle verfilmt. Die zweite Verfilmung eines seiner Romane erschien 2012. Der australische Regisseur Andrew Dominik verfilmte mit Killing Them Softly dessen 1974 erschienenen Roman Cogan's Trade.
Am 6. November 1999 verstarb Higgins eine Woche vor seinem 60. Geburtstag an einem Herzinfarkt. Er war in seinem Leben zweimal verheiratet. Mit seiner ersten Ehefrau Elizabeth Mulkerin, mit der er von 1965 bis 1979 verheiratet war, hatte er einen Sohn und eine Tochter. Nach der Scheidung heiratete er im August 1979 Lorettas Lucas Cubberly. Die kinderlose Ehe hielt bis zu seinem Tod.

## Werk (Auswahl)
Romane
- The Friends of Eddie Coyle (1971)
  - Hübscher Abend bis jetzt, dt. von Ben Witter, Hamburg, Hoffmann&Campe 1973. ISBN 3-455-03300-8
  - auch als: Die Freunde von Eddie Coyle, gleiche Übersetzung, München, Goldmann 1989. ISBN 3-442-05083-9
  - Neuübersetzung: Die Freunde von Eddie Coyle, dt. von Dirk van Gunsteren, München, Kunstmann 2014. ISBN 978-3-88897-912-5
- The Digger's Game (1973)
  - Ausgespielt, dt. von Jürgen Langowski, München, Goldmann 1990. ISBN 3-442-05115-0
- Cogan's Trade (1974)
  - Ich töte lieber sanft, dt. von Dirk van Gunsteren, München, Kunstmann 2013. ISBN 978-3-88897-865-4
- A City on a Hill (1975)
- The Judgment of Deke Hunter (1976)
- Dreamland (1977)
- A Year or So with Edgar (1979)
- The Rat on Fire (1981)
  - Heißer Abriss, dt. von Jürgen Langowski, München, Goldmann 1990. ISBN 3-442-05117-7
- The Patriot Game (1982)
- A Choice of Enemies (1984)
- Old Earl Died Pulling Traps: A Story (1984)
- Imposters (1986)
- Outlaws (1987)
- The Sins of the Fathers (1988)
- Wonderful Years, Wonderful Years (1988)
- Trust (1989)
- Victories (1990)
- The Mandeville Talent (1991)
  - Der Fall Mandeville, dt. von Jürgen Langowski, München, Goldmann 1993. ISBN 3-442-42049-0
- Bomber's Law (1993)
- Swan Boats at Four (1995)
- A Change of Gravity (1997)
- The Agent (1999)
- At End of Day (2000)

Jerry-Kennedy-Reihe
- Kennedy for the Defense (1980)
  - Der Anwalt, München, Goldmann 1989. ISBN 3-442-05087-1
- Penance for Jerry Kennedy (1985)
- Defending Billy Ryan (1992)
- Sandra Nichols Found Dead (1996)

Sachbücher
- The Friends of Richard Nixon (1975)
- Style Versus Substance, a book about Boston Mayor Kevin White and his relations with the press (1984)
- The Progress of the Seasons (1989)
- On Writing (1990)